# Форт Драм (Њујорк)
Форт Драм (енгл. Fort Drum) насељено је место без административног статуса у америчкој савезној држави Њујорк.

## Демографија
По попису из 2010. године број становника је 12.955, што је 832 (6,9%) становника више него 2000. године.
| Група             | 2000.         | 2010.         |
| Белци             | 7.328 (60,4%) | 8.307 (64,1%) |
| Афроамериканци    | 2.398 (19,8%) | 1.682 (13,0%) |
| Азијати           | 291 (2,4%)    | 348 (2,7%)    |
| Хиспаноамериканци | 1.609 (13,3%) | 2.012 (15,5%) |
| Укупно            | 12.123        | 12.955        |